# 金沢市立西南部中学校
金沢市立西南部中学校（かなざわしりつ せいなんぶちゅうがっこう、英語: Kanazawa Municipal Seinanbu Junior High School）は、石川県金沢市新保本1丁目にある公立中学校。
金沢市立の中学校の中で、兼六中学校に次いで二番目に生徒数が多い中学校である（2023年5月時点）。

## 沿革
- 1965年（昭和40年）
  - 4月1日 - 押野中学校[注釈 2]・安原中学校[注釈 3]・額中学校（初代）[注釈 4]の統合により金沢市立西南部中学校創立[2][注釈 5]。
  - 7月28日 - 校舎建設の起工式、地鎮祭[2]。
- 1966年（昭和41年）
  - 3月31日 - 新校舎完成（1968年竣工の一部をのぞく）[2]。所在地：金沢市新保本町チ49番地（当時）[11]。
  - 4月5日 - 旧3中学校（分場）から移転後初めての入学式を実施[12]。
  - 10月20日 - 校歌制定（作詩：鏑木勢岐、作曲：今井松雄）[2]。
  - 12月17日 - 体育館竣工[2]。
- 1968年（昭和43年）11月2日 - 校舎落成式挙行[2]。
- 1971年（昭和47年）4月1日 - 額地区が金沢市立額中学校（2代・現）創立により分離[2]。
- 1982年（昭和57年）4月1日 - 緑地区が金沢市立緑中学校創立により分離[2]。
- 1993年（平成05年）2月15日 - コンピュータ室完成[2]。
- 2003年（平成15年）6月30日 - 第2コンピュータ室完成[2]。
- 2015年（平成27年）10月31日 - 創立50周年記念式[2]。

## 通学区域
押野小学校通学町、三和小学校通学町、西南部小学校通学町

## 周辺
- 石川県道195号倉部金沢線
- 金沢市立西南部小学校

## 部活動

### 運動部
- 陸上
- 野球
- サッカー
- バスケットボール
- ハンドボール
- バレーボール - 1978年・2004年県体男子優勝[2]。
- バドミントン
- ソフトテニス
- 剣道
- 相撲 - 2004年全国大会団体優勝、2008年全国大会団体3位、2010年全国大会団体準優勝[2]。
- ソフトボール - 2019年県体女子優勝[2]。

### 文化部
- 社会
- 文芸
- 茶華道
- 美術
- 吹奏楽 - 2021年・2022年首都圏学校交歓演奏会金賞[2]。
- 合唱

## 主な卒業生
- 田村裕之 - バレーボール選手
- 遠藤聖大 - 大相撲力士、2005年度卒業
- 髙立直哉 - 大相撲力士、2007年度卒業
- 輝大士 - 大相撲力士、2009年度卒業
- 炎鵬友哉 - 大相撲力士、2009年度卒業